# Тёрстон, Роберт (историк)
Роберт Уильям Тёрстон (англ. Robert William Thurston; 29 сентября 1949; Вашингтон, США) — американский историк-советолог, доктор философии (Ph.D.) по истории, почётный профессор истории Университета Майами (Огайо). Член Американской исторической ассоциации и Американской ассоциации развития славистики. Основатель и управляющий партнёр Oxford Coffee Company.

## Биография
Высшее образование получил в Северо-Западном университете (Эванстон, штат Иллинойс, США). Специализируясь на русском языке, дополнительно изучал и русскую историю. Тёрстона особо волновали вопросы шедшей в то время войны во Вьетнаме. Научный интерес к изучению коммунизма во Вьетнаме теорией домино вывел его на изучение истории СССР.
Два года, c 1978 по 1979, провёл в СССР, занимаясь изучением Российской империи в период 1906—1914 годов. В 1980 году в Мичиганском университете получил докторскую степень (Ph.D.) по современной истории России. С того же 1980 года — приглашённый доцент в Вермонтском университете в Берлингтоне, с 1981 — приглашённый доцент в Калифорнийском университете в Сан-Диего, с 1983 — доцент в Техасском университете в Эль-Пасо. С 1987 года — доцент Университета Майами в Огайо, с 1990 — ассоциированный профессор, с 1996 — профессор истории.
С 2012 года — соучредитель Oxford Coffee Company в Оксфорде (штат Огайо). Читал лекции по сортам кофе и его употреблении в США, Великобритании, Франции, Никарагуа и Китае.
В 2015 году вышел на пенсию.

## Сфера научных интересов и научные взгляды
В сферу научных интересов Тёрстона изначально входили — история Российской империи и СССР, Вторая мировая война, позже — охота на ведьм в Западной Европе в XV—XVII веках, линчевание в США и во всём мире.
Проведя исследования в советских архивах (главным образом в ГАРФ, РЦХИДНИ и Смоленском архиве), а также проанализировав последние постсоветские российские исследования, Тёрстон, не будучи сам сторонником коммунизма и советской политики, пришёл к выводу, что западные советологи времён холодной войны крайне предвзято оценивали времена правления И. Сталина, чрезмерно преувеличивая его тиранию. По его мнению в 1930-х годах в СССР не было массового страха перед репрессиями, так как они имели ограниченный характер и не коснулись большинства советского народа, а затронули лишь отдельных представителей элиты. При этом, как выяснилось, численность репрессированных в традиционной западной историографии значительно преувеличивалась, к тому же многие из них были осуждены по криминальным статьям. В то же время Тёрстон подтверждает, что ряд дел были сфабрикованы органами НКВД, указывая при этом на то, что это делалось по собственной инициативе последних, а не по директивам Сталина.
Большинству же советских граждан, по утверждению Тёрстона, сталинская система обеспечивала возможность продвижения вверх и участие в общественной жизни, и общество скорей поддерживало «сталинский режим», чем боялось его.
Кроме прочего, Тёрстон подтверждает свои выводы тем, что во время Великой Отечественной войны в целом гражданское население не воспринимало немцев как «освободителей» (за исключением территорий, присоединённых к СССР в 1939—1941 годах), а, как правило, организовывало сопротивление, уходя в подполье и партизанские отряды. Героизм советского народа в той войне доказал его привязанность к режиму. Тёрстон также пояснил, что массовым капитуляциям летом-осенью 1941 года Красная армия подверглась не из-за оппозиции сталинскому режиму, а из-за того, что большое число бойцов быстро попадало в окружение, расчленялось на отдельные группы и уничтожалось в «котлах».
В своих исследованиях Тёрстон с крайней осторожностью, а отчасти и с недоверием относился к мемуарной литературе, как к изданной на Западе во времена холодной войны, так и в СССР в период гласности.
Вышедшая в свет в 1996 году монография Тёрстона «Жизнь и террор в сталинской России. 1934—1941» (англ. «Life and Terror in Stalin’s Russia, 1934—1941»), которая является главным плодом его исследований по советологии, вызвала в англо-американской академической среде резкую и неоднозначную реакцию.
В ежедневной и еженедельной западной прессе Тёрстон подвергся жёсткой критике. При этом журналисты зачастую использовали формулировки, которые искажали действительные аргументы Тёрстона. Они также искажали его мотивы и выдвигали неуместные и ничем необоснованные обвинения, используя все уловки политического очернения и запугивания, которые по мнению советолога Ш. Фицпатрик были знакомы по периоду холодной войны. В прессе выдвигалась идея, что Тёрстон (или кто-либо ещё) не имеет права делать определённые выводы из своего исследования и что его следует принудить признать свои ошибки, публично отречься и т. п. По оценке Ш. Фицпатрик — такой типично «сталинский подход» СМИ к проблеме научного разногласия совершенствует вид политического запугивания, который они так критикуют, и сами же используют.

## Награды
Стипендии и гранты по программе Фулбрайта, Американского философского общества, Национального фонда гуманитарных наук и Совета по международным исследованиям и обменам (IREX).

## Семья
Жена (с 31 августа 1979): Маргарет К. Зиоловски — Ph.D. (1978), профессор и заведующая кафедрой русского, немецкого, азиатских и ближневосточных языков и культур в Университете Майами. Специалист по русскому языку, русской литературе XIX и XX веков и русскому фольклору. Дети: Александр и Лара.

## Рецензии
- Alexopoulos G. Vadim Z. Rogovin. 1937: Stalin’s Year of Terror. Translated by Frederick S. Choate. Oak Park, MI: Mehring Books, Inc., 1998. xxx, 550 pp.; Robert W. Thurston. Life and Terror in Stalin’s Russia 1934—1941. New Haven, CT/London: Yale University Press, 1996. xix, 296 pp. (англ.) // Canadian-American Slavic Studies. — Verlag Ferdinand Schöningh, 2001. — Vol. 35, iss. 2—3. — P. 309—311. — ISSN 2210-2396.
- Andrle V. Thurston, Robert W. Life and Terror in Stalin’s Russia, 1934—1941. New Haven and London: Yale University Press, 1996. xxi + 296 pp. (англ.) // The Russian Review. — Blackwell on behalf of The Editors and Board of Trustees of the Russian Review, 1998. — Vol. 57, no. 1. — P. 144—145. — ISSN 1467-9434. — JSTOR 131724.
- Channon J. Robert W. Thurston, Liberal City, Conservative State: Moscow and Russia’s Urban Crisis, 1906—1914. Oxford: Oxford University Press, 1987. vii + 266 pp. (англ.) // Urban History Yearbook. — Cambridge University Press, 1990. — Vol. 17. — P. 233—236. — ISSN 1469-8706. — JSTOR 44610404.
- Corrsin S. D. Thurston, Robert W. Liberal City, Conservative State: Moscow and Russia’s Urban Crisis, 1906—1914. New York and Oxford: Oxford University Press, 1987. xi + 266 pp. (англ.) // The Russian Review. — Blackwell, 1993. — Vol. 52, no. 4. — P. 564—565. — ISSN 1467-9434. — JSTOR 130667.
- Dahlmann D. Robert W. Thurston. Liberal City, Conservative State. Moscow and Russia’s Urban Crisis, 1906—1914. Oxford University Press New York, Oxford 1987. VIII, 266 S. (нем.) // Jahrbücher für Geschichte Osteuropas. — Franz Steiner Verlag, 1990. — Bd. 38. — H. 1. — S. 115—117. — ISSN 0021-4019. — JSTOR 41049067.
- Edele M. Reviewed Work(s): … Robert W. Thurston, Life and Terror in Stalin’s Russia 1934—1941. New Haven and London: Yale University Press, 1996. 320 pp. … (англ.) // International Labor and Working-Class History. — Cambridge University Press on behalf of International Labor and Working-Class, Inc, 2013. — No. 84. — P. 248—268. — ISSN 1471-6445. — JSTOR 43302738.
- Engelstein L. Robert W. Thurston, Liberal City, Conservative State: Moscow and Russia’s Urban Crisis, 1906—1914. New York and Oxford: Oxford University Press, 1987, viii + 266 pp. // Soviet Studies. — Taylor & Francis, 1989. — Т. 41, № 2. — С. 334—335. — ISSN 0038-5859. — JSTOR 152235.
- Fitzpatrick S. Robert W. Thurston. Life and Terror in Stalin’s Russia 1934—1941. New Haven: Yale University Press. 1996. Pp. xxi, 296 (англ.) // The American Historical Review. — Oxford University Press on behalf of the American Historical Association, 1997. — Vol. 102, no. 4. — P. 1193—1194. — ISSN 1937-5239. — JSTOR 2170727.
- Gelb M. Michael Parrish. The Lesser Terror: Soviet State Security, 1939—1953. Westpoint, CT: Praeger, 1996. xi, 327 pp.; Robert Thurston. Life and Terror in Stalin’s Russia, 1934—1941. New Haven, CT: Yale University Press, 1997. xiii, 233 pp. (англ.) // Russian History / Histoire Russe. — 1999. — Vol. 26, no. 1. — P. 107—113. — ISSN 0094-288X. — JSTOR 24659266.
- Goodare J. Witch, Wicce, Mother Goose: The Rise and Fall of the Witch Hunts in Europe and North America, by Robert W. Thurston (Harlow: Longman, 2001; pp. xvi + 202) … (англ.) // The English Historical Review[англ.]. — Oxford University Press, 2004. — Vol. 119, no. 482. — P. 791—793. — ISSN 1477-4534. — JSTOR 3489561.
- Lauber J. M. Thurston, Robert W. Life and Terror in Stalin’s Russia, 1934—1941. New Haven, CT: Yale University Press, 296 pp., Publication Date: April 1996 (англ.) // History: Reviews of New Books. — Routledge, 1996. — Vol. 25, iss. 1. — P. 35. — ISSN 0361-2759.
- Madison J. H. Robert W. Thurston. Lynching: American Mob Murder in Global Perspective. Burlington, Vt.: Ashgate Publishing Company. 2011. Pp. viii, 427 (англ.) // The American Historical Review. — Oxford University Press on behalf of the American Historical Association, 2012. — Vol. 117. — Iss. 2. — P. 490—491. — ISSN 1937-5239.
- Ohr N. H. Ohr on Thurston, 'Life and Terror in Stalin's Russia, 1934—1941'. Reviews. H-Russia (1998).
- Orlovsky D. T. Robert W. Thurston. Liberal City, Conservative State: Moscow and Russia’s Urban Crisis, 1906—1914. New York: Oxford University Press. 1987. Pp. viii, 266 (англ.) // The American Historical Review. — Oxford University Press on behalf of the American Historical Association, 1990. — Vol. 95, no. 2. — P. 551—552. — ISSN 1937-5239. — JSTOR 2163893.
- Reese R. R. The People’s War: Responses to World War H in the Soviet Union. Ed. Robert W. Thurston and Bernd Bonwetsch. Urbana: University of Illinois Press, 2000. xii, 276 pp. Notes. Bibliography. Chronology. Index. Photographs. Tables. Maps (англ.) // Slavic Review. — University of Illinois Press, 2001. — Vol. 60, iss. 4. — P. 863—864. — ISSN 0037-6779. — JSTOR 2697530.
- Ruff J. R. Lynching: American Mob Murder in Global Perspective. By Robert W. Thurston. (Burlington, VT: Ashgate Publishing, 2011. Pp. xiv, 427) (англ.) // The Historian (журнал)[англ.]. — Taylor & Francis, 2013. — Vol. 75, no. 2. — P. 427—428. — ISSN 1540-6563.
- Simpson J. Witch, Wicce, Mother Goose: The Rise and Fall of the Witch Hunts in Europe and North America. By Robert W. Thurston. Harlow and London: Pearson Education, 2001. 202 pp. Illus. Maps. ISBN 0-582-43086-3 // Folklore. — Taylor & Francis on behalf of Folklore Enterprises, 2003. — Т. 114, № 2. — С. 280—281. — ISSN 1469-8315. — JSTOR 30035113.
- Венер М. Robert W. Thurston Life and Terror in Stalin 's Russia, 1934—1941. Yale University Press New Haven, London 1996. 296 S. (нем.) // Jahrbücher für Geschichte Osteuropas. — Franz Steiner Verlag, 1999. — Bd. 47, H. 2. — S. 290—291. — ISSN 0021-4019. — JSTOR 41050364.
- Weissman N. B. Robert W. Thurston. Liberal City, Conservative State: Moscow and Russia’s Urban Crisis, 1906—1914. New York: Oxford University Press, 1987, viii, 266 pp. (англ.) // Russian History / Histoire Russe. — 1990. — Vol. 17, no. 3. — P. 372—373. — ISSN 0094-288X. — JSTOR 24656344.
- West J. L. Liberal City, Conservative State: Moscow and Russia’s Urban Crisis, 1906—1914. by Robert W. Thurston. New York and Oxford: Oxford University Press, 1987. Maps. Photographs. Tables. Cloth (англ.) // Slavic Review. — University of Texas Press, 1991. — Vol. 50, iss. 4. — P. 1016—1017. — ISSN 0037-6779.
- Williams K. E. Lynching: American Mob Murder in Global Perspective. By Robert W. Thurston. (Farnham, Eng.: Ashgate Publishing Limited, c. 2011. Pp. [xiv], 427, ISBN 978-1-4094-0908-3.) (англ.) // The Journal of Southern History. — Southern Historical Association[англ.], 2012. — Vol. 78, no. 4. — P. 1011—1013. — ISSN 2325-6893. — JSTOR 23795699.
- Wynn N. A. Thurston (Robert W.), Lynching: American Mob Murder in Global Perspective Farnham, Surrey, and Burlington, VT, Ashgate, 2011, 427 p., ISBN 978-1-4094-0908-3 (HB) (англ.) // Crime, Histoire & Sociétés / Crime, History & Societies. — Librairie Droz, 2012. — Vol. 16, no. 1. — P. 129—131. — ISSN 1663-4837.
- Yekelchyk S. A. Robert W. Thurston. Lifeand Terrorin Stalin’s Russia, 1934—1941. New Haven; Yale University Press,1996. xxv, 296 pp. cloth. (англ.) // Journal of Ukrainian Studies[укр.]. — Canadian Institute of Ukrainian Studies Press, 1998. — Vol. 23, iss. 1. — P. 118—120. — ISSN 0701-1792.